# Greg Drummond
Pour les articles homonymes, voir Drummond.
Greg Drummond, né le 3 février 1989 à Dundee, est un curleur écossais.

## Biographie
En octobre 2013, Greg Drummond est sélectionné pour représenter la Grande-Bretagne lors du tournoi masculin de curling aux Jeux olympiques de 2014, aux côtés de David Murdoch, Tom Brewster, Michael Goodfellow et Scott Andrews.

## Palmarès

### Championnats du monde
| Édition    | Regina 2011 | Bâle 2012 | Victoria 2013 |
| Classement | Argent      | Argent    | Bronze        |